# Georges Montefiore-Levi

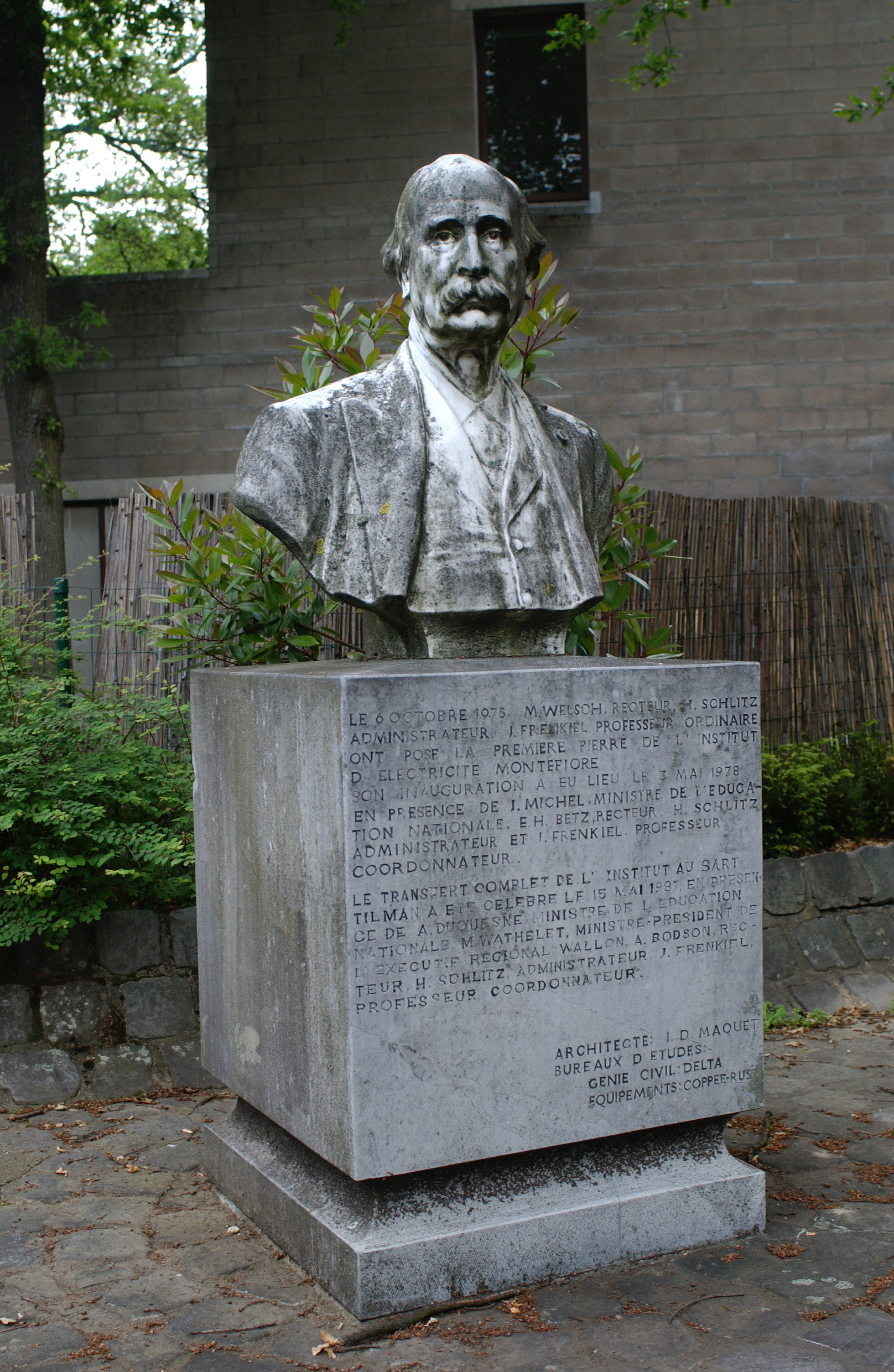
Georges Montefiore-Levi (Büste von Thomas Vinçotte am Institut Montefiore der Universität Lüttich)

Georges Montefiore-Levi (* 18. Februar 1832 in Streatham; † 24. April 1906 in Brüssel) war ein britisch-belgischer Ingenieur, Metallurg, Unternehmer, Philanthrop und Mäzen.

## Leben
Montefiore-Levis jüdische Eltern Isaac Levi (1787–1839) und Esther Hanna Montefiore (1798–1864) waren aus Barbados nach England gekommen und ließen sich 1838 in Brüssel nieder. Die Söhne fügten ihrem Namen den Namen der Mutter hinzu, um die Verwandtschaft mit Moses Montefiore deutlich zu machen. Montefiore-Levi studierte 1850–1852 Bauingenieurwesen an der Universität Lüttich.
Nach dem Studium wurde Montefiore-Levi in Italien Direktor der Nickel-Fabrik der Familie Bischoffsheim. 1856 gründete er zusammen mit der Pariser Bank Société Bischoffsheim, Goldschmidt et Cie die Société G. Montefiore et Cie für die Nickelgewinnung im Valsesia und in Lüttich. 1865 kehrte er nach Belgien zurück und wurde Generaldirektor der Compagnie Générale du Matériel de Chemins de Fer. 1866 heiratete er Hortense Bischoffsheim, Tochter des Bankiers Jonathan-Raphaël Bischoffsheim. Er wurde nun Direktor verschiedener Bischoffsheim-Firmen.
Im Rahmen seiner metallurgischen Untersuchungen entwickelte Montefiore-Levi eine Bronze mit verbesserter elektrischer Leitfähigkeit, die dann infolge der aufkommenden Telefonie von den Fonderies et Tréfileries de Bronze phosphoreux d'Anderlecht (bekannt als Usine Montefiore in Huizingen) und der Compagnie française des Bronzes Montefiore bei Paris erfolgreich vermarktet wurde. 1879 lieferte er die Kabel für das erste belgische Telefonnetz. Er war Mitorganisator der Sydney International Exhibition (1879) und belgischer Kommissar für die Melbourne International Exhibition (1880). Er nahm an der Internationalen Elektrizitätsausstellung 1881 teil. Er stellte fest, dass die Ingenieursausbildung in Belgien gegenüber der schnellen Entwicklung der Technik zurückgeblieben war, und widmete sich nun der Gründung eines Instituts für die Ausbildung von Elektroingenieuren an der Universität Lüttich. 1883 wurde das von ihm finanzierte erste Institut Électrotechnique Montefiore (IEM) eingeweiht.
Montefiore-Levi betätigte sich als Eisenbahnunternehmer. Mit anderen gründete er die Mutuelle des Chemins de Fer und war Vorstandsvorsitzender der Spoorweg Antwerpen-Rotterdam und der Grand Central Belge. Auch war er Direktor des Brüsseler Büros der Bank von Paris und den Niederlanden sowie Vorstandsvorsitzender der Algemene Spaar- en Lijfrentekas.
Montefiore-Levi besaß ein stattliches Palais in der Wetenschapsstraat in Brüssel, das jetzt der belgische Staatsrat nutzt. 1882 erhielt Montefiore-Levi die belgische Staatsbürgerschaft. Im gleichen Jahr wurde er als Liberaler für den Bezirk Lüttich in den Senat gewählt. 1882 kaufte er in Esneux das Château du Rond-Chêne mit einigen 100 Hektar Land, in dem er nun lebte (später nutzte Baron Louis-Jean Empain es für Pro Juventute). Als nach dem Tode seiner Frau 1901 bekannt wurde, dass sie zum Katholizismus übergetreten war, veranlasste der internationale öffentliche Skandal Montefiore-Levi zum Rücktritt als Senator.
Montefiore-Levi gründete mit anderen liberalen Ökonomen die Société internationale pour l'étude des questions sociales. Er war Vorsitzender der Belgischen Vereinigung für Fotografie. In Lüttich unterstützte er den Bau von Arbeiterwohnungen. In Esneux gründete er das Hortense-Montefiore-Haus für kranke Kinder. Er spendete großzügig für die jüdischen Gemeinden in Brüssel und Lüttich. Er leitete den Bau der Großen Synagoge in Brüssel (1872–1878). 1872–1879 war er Mitglied des Consistoire central israélite in Brüssel. Die neue Synagoge in Lüttich wurde größtenteils von ihm finanziert. Er unterstützte die Alliance Israélite Universelle insbesondere in ihrer Arbeit für russische Juden.